# Liste der Kreisstraßen in Heilbronn
Diese Liste enthält die Kreisstraßen im baden-württembergischen Stadtkreis Heilbronn.

## Abkürzungen
- K: Kreisstraße
- L: Landesstraße

## Liste
Die Kreisstraßen behalten die ihnen zugewiesene Nummer nicht bei einem Wechsel in einen anderen Stadt- oder Landkreis. Nicht vorhandene bzw. nicht nachgewiesene Kreisstraßen sind kursiv gekennzeichnet, ebenso Straßen und Straßenabschnitte, die unabhängig vom Grund (Herabstufung zu einer Gemeindestraße oder Höherstufung) keine Kreisstraßen mehr sind.
Der Straßenverlauf wird in der Regel von Nord nach Süd und von West nach Ost angegeben.
| Nr.    | Verlauf |
| ------ | --- |
| K 9550 | – Moltkestraße – Bismarckstraße – Jägerhausstraße – Militärwegbrücke – Jägerhaussteige – Donnbronner Straße – Stadtgrenze – (K 2086 im Landkreis Heilbronn)                                                   |
| K 9553 | (K 2078 im Landkreis Heilbronn) – Stadtgrenze – Leingartener Straße – L 1106 |
| K 9554 | – Horkheimer Straße – K 9564 – Horkheimer Straße – Hohenloher Straße – Talheimer Straße – Haselwäldle – Stadtgrenze – (K 2081 im Landkreis Heilbronn)                                                         |
| K 9555 | – Horkheimer Straße – Stadtgrenze – (K 2079 im Landkreis Heilbronn) |
| K 9556 | (K 2047 im Landkreis Heilbronn) – Stadtgrenze – Hausener Straße – |
| K 9557 | L 1101 – Austraße – K 9562 – Austraße – Weipertstraße – |
| K 9558 | K 9560 – Weirachstraße – |
| K 9559 | (K 2040 im Landkreis Heilbronn) – Stadtgrenze – Finkenbergstraße – K 9560 |
| K 9560 | (K 2141 im Landkreis Heilbronn) – Stadtgrenze – Weidachweg – Bonfelder Straße – K 9559 – Unterlandstraße – K 9558 – Unterlandstraße – Böllinger Mühle – Wimpfener Straße – L 1100 – Wimpfener Straße – L 1100 |
| K 9561 | (K 2154 im Landkreis Heilbronn) – Stadtgrenze – Leintalstraße – |
| K 9562 | – Würzburger Straße – Frankenbacher Straße – L 1101 – Neckargartacher Brücke – Brückenstraße – Karl-Wüst-Straße – K 9557 – Karl-Wüst-Straße –                                                                 |
| K 9563 | – Binswanger Straße – Stadtgrenze – (K 2125 im Landkreis Heilbronn) |
| K 9564 | L 1100/L 1106 – Neckartalstraße – K 9554 – Neckartalstraße – |
| K 9565 | (K 2157 im Landkreis Heilbronn) – Stadtgrenze – Kirchhausener Straße – |